# David Pratt (assassino)

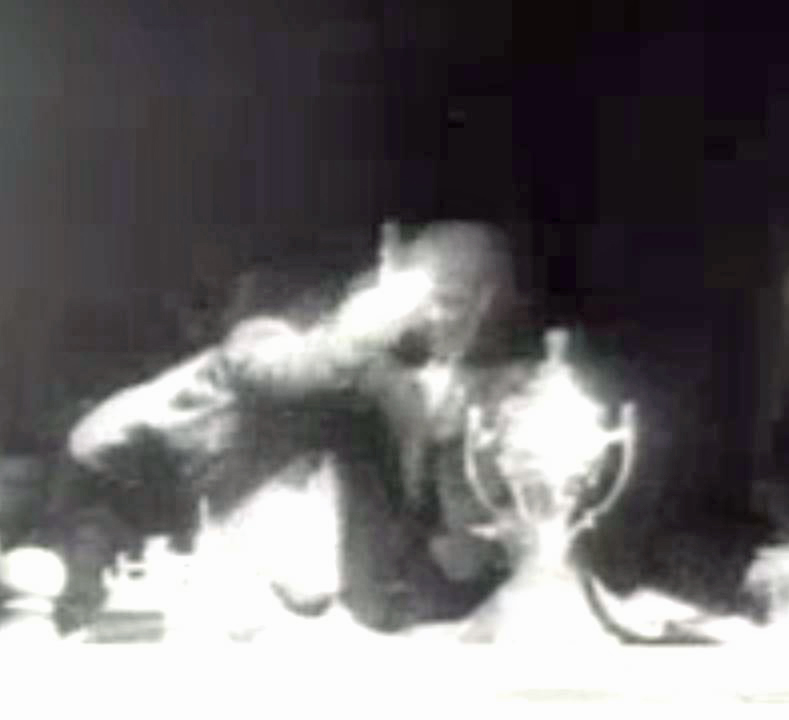
Pratt é dominado após atirar em Hendrik Verwoerd

David Beresford Pratt (1 outubro 1908 – 1 outubro 1961) foi um empresário, fazendeiro e ativista anti-apartheid britânico-sul-africano. Era um liberal abastado que ficava profundamente incomodado com a pobreza negra e a segregação racial, e manifestava-se contra o apartheid. Indignado com o Massacre de Sharpeville, Pratt tentou assassinar o Primeiro-Ministro sul-africano Hendrik Verwoerd, disparando contra ele duas vezes. Verwoerd sobreviveu, mas foi morto seis anos depois por Dimitri Tsafendas.

## Vida
Pratt era um fazendeiro e empresário rico, de ascendência britânica. Estudou no Gonville and Caius College, Universidade de Cambridge, Inglaterra, onde cursou Economia (parte I) e Direito (parte II), formando-se em 1931 com um diploma de honras de terceira classe. Pratt sofria de epilepsia desde tenra idade e evidências sugerem que era solitário na escola. Foi casado duas vezes. Existem evidências de que sofreu sua primeira crise séria de depressão em 1946, após seu divórcio de Mary Hatrick. Seu segundo casamento foi com Patty van Heijningen. Em 1954, pouco depois do nascimento de seu primeiro filho, Pratt afirmou ter recebido uma mensagem que deveria transmitir à África do Sul. Foi internado e diagnosticado como sofrendo de "delírios grandiosos do tipo salvador político".
Pratt estava quase constantemente em tratamento psiquiátrico. Sua esposa holandesa temia por sua segurança porque ele a ameaçava. No início de 1958, ela o deixou e retornou para Haia, levando seus dois filhos. Ele a seguiu com uma arma no bolso, mas foi detido no Aeroporto de Amsterdã. Sua condição piorou e ele se tornou maníaco. Seu neurologista, Dr. Chesler, instou sua irmã a nomear um curator bonis (tutor legal) para ele, porque não conseguia mais administrar adequadamente seus assuntos. Ele tentou desesperadamente reconquistar sua esposa. Quando isso falhou, tentou sequestrar sua filha durante umas férias de esqui. À medida que ficava mais desesperado com seus problemas conjugais, Pratt tentou cometer suicídio em três ocasiões.
Pratt ficava profundamente perturbado com as injustiças raciais do apartheid na África do Sul. Ele se preocupava com a pobreza entre os sul-africanos negros e construiu uma escola e casas em sua fazenda para trabalhadores negros e seus filhos. Pratt era membro dos partidos liberais sul-africano e britânico e estava ativo no movimento britânico anti-apartheid. Nas reuniões do Partido Liberal da África do Sul, ele falava abertamente contra o apartheid. A angústia de Pratt sobre o apartheid transformou-se em raiva depois que a Polícia Sul-Africana massacrou 69 manifestantes negros, incluindo 29 crianças, no Massacre de Sharpeville. Pratt posteriormente explicou por que tentou matar Verwoerd:

"O sentimento tornou-se muito forte de que alguém neste país deveria fazer algo a respeito, e melhor que fosse eu, sentindo o que sinto sobre isso."

## Tentativa de assassinato
Em 9 de abril de 1960, Pratt atirou duas vezes no Primeiro-Ministro sul-africano Hendrik Verwoerd, à queima-roupa, com uma pistola calibre .22. Verwoerd, que estava inaugurando a Exposição da União em Milner Park, Joanesburgo, foi levado às pressas para o hospital e, em dois meses, havia se recuperado completamente. Pratt foi preso no local e levado para a delegacia de polícia de Marshall Square, e depois para o Laboratório Médico Forense. Ele compareceu a uma audiência preliminar no Tribunal de Magistrados de Joanesburgo em 20 e 21 de julho de 1960, uma vez que ficou claro que os ferimentos de Verwoerd não eram fatais.
Pratt afirmou que estava atirando "na personificação do apartheid". O tribunal aceitou os relatórios médicos apresentados por cinco psiquiatras, todos confirmando que Pratt não tinha capacidade legal e não poderia ser responsabilizado criminalmente por ter atirado no primeiro-ministro. Em 26 de setembro de 1960, ele foi internado em um hospital psiquiátrico em Bloemfontein.
Antes e depois da audiência de Pratt, amigos afirmaram que ele estava perfeitamente são. Sua equipe de defesa acreditava que a única maneira de garantir uma punição mais leve era alegar insanidade. Em sua audiência no tribunal, Pratt declarou: "A África do Sul tem que se livrar da serpente viscosa do apartheid que está apertando sua garganta."

## Morte
Pratt morreu em 1 de outubro de 1961, no seu quinquagésimo terceiro aniversário, e pouco antes de sua liberdade condicional ser considerada. A causa da morte de Pratt foi asfixia e foi classificada como suicídio. Nenhum inquérito foi realizado sobre sua morte. Ainda permanecem dúvidas sobre as circunstâncias da morte de Pratt, já que muitos suicídios durante o apartheid posteriormente se comprovaram ser assassinatos cometidos pela polícia ou forças de segurança.

### Citações
1. ↑  University of Cambridge Central Student Records (código: UA Graduati 12/189)
2. 1 2 3  Dousemetzis & Loughran 2018, p. 119.
3. ↑  Neogy, Sagittarius (1997). «David Pratt is Dead» 75/76 ed. Transition: 270–272. ISSN 0041-1191. doi:10.2307/2935417
4. 1 2  Dousemetzis & Loughran 2018, p. 120.
5. ↑  Wolf 2012.
6. ↑  Maisels 1998, pp. 102-107.